# 大学別曹
大学別曹（だいがくべっそう）は大学寮の付属機関である。ただし、実際の運営は設置した氏族に属し、大学寮の統制下にはなかった。

## 概要
大学寮の学生は原則として寮内にあった寄宿舎である直曹（じきそう）に寄宿していた（なお、学令に学生の直曹寄宿の義務規定はないものの、学生生活に関する規定が存在しており、学生生活を大学寮が管理する方針が存在したと考えられている。これが後述の貞観式の規定を生む）。しかし、平安時代になって、文章博士を世襲した菅原氏が直曹である文章院を創建した（既存のものを拡充したとする見方もある）。その後、文章博士の地位が向上し、なおかつ菅原氏の文章博士の世襲が進むと、文章院及びそこに寄宿する学生に対する菅原氏の支配が強まることとなった。これに反発した有力氏族が相次いで寮の外に一族用の寄宿舎を建設した。このため、大学寮の直曹である文章院に対して大学別曹と呼んだ。当初、朝廷はこれを学生を公平に扱ううえで不都合と考えて、貞観式（大学寮）において「およそ寮家に住せざるものは貢挙するを得ざれ」の一文を設けている。これに対して藤原良房ら藤原氏が巻き返しを図った結果、藤原氏の勧学院は大学別曹として朝廷の認可を受けたと考えられている。
大学別曹はあくまで寄宿舎であり、自習場所や書庫などが設置されていたものの、大学寮の学生であること（あるいはその入学準備者）が寄宿の要件であり、試験や講義は全て大学に通って受けることとなっていた。後世、大学別曹を「私立学校」とする見解（重野安繹「本邦古来教育ノ大概」など）が出されたが、大学別曹に専門の教員が置かれて講義がなされたという記録はなく、また当時において私立学校に相当するものは、菅原氏の菅家廊下など、大学寮の教員や著名な学者がその私邸で講義を行った一種の「私塾」であったと想定できるために、この見解は成り立たない。
大学別曹は公的な寄宿舎ではないため大学寮の支配が及ばず、各氏の氏長者の下で管理された。のちには大学寮の任官試験を経ずに官職に就く特権（年挙）が与えられた。また運営の財源として独自に荘園を領有したケースもある。その後、大学寮自体の停廃、氏という枠組み自体の解体とともに別曹も荒廃して実態を失い、いずれも形式上存在するのみとなった。ただし、形式のみといっても王氏（源氏など皇親への賜姓によって成立した諸氏）の別曹である奨学院については、院政期から、その別当を代々の源氏長者が務める例となり、同様に源氏長者の兼帯となった後院淳和院の別当とともに、源氏長者たることを象徴する称号となった。やがて「淳和奨学両院別当」という称号も作られ、武家である徳川将軍の称号のひとつとなる。また、摂関が興福寺や春日社などに氏長者としての立場から命令を下す際には、勧学院の別当を通じて文書（藤氏長者宣）を発給する慣例であった。

## 大学別曹の一覧
（設置順）
- 勧学院（大学南曹）- 藤原氏によって弘仁12年（821年）に創建され、貞観14年（872年）以前に公認。藤原氏の施設
  - 延命院
- 学館院 - 橘嘉智子・氏公によって承和4年（847年）以前に創建され、康保元年（964年）に公認。橘氏の施設
- 奨学院（大学南曹）- 在原行平により元慶5年（881年）創建され、昌泰3年（900年）に公認。王氏の施設

- 弘文院 - 和気広世によって延暦年間に創建。公認されたかどうかは不明であり、大学別曹ではないとする説もある。